# 布莱德城堡
布莱德城堡，是座落於斯洛文尼亚布莱德的中世纪城堡，俯瞰着布莱德湖。根据书面资料，它是斯洛文尼亚最古老的城堡，并且是目前斯洛文尼亚最受歡迎的旅游景点之一。

## 历史和结构
该城堡首次被提及是在皇帝亨利二世在1011年5月22日捐助布雷萨诺的主教的契约中。之后在克雷恩侯爵领的布莱德城堡，在1278年被转给了奧地利的哈布斯堡王朝。
城堡中最古老的部分是罗马式的塔楼。在中世纪时，建造了更多的塔楼并且改进了防御工事。其他的建筑物都是按照文艺复兴的风格建造的。 布莱德城堡被安排在两个通过楼梯连接的庭院之间。在上层庭院中建有一个禮拜堂，礼拜堂约建于16世纪并在1700年左右装修并画上了错觉艺术的壁画。该城堡也有一个跨越护城河的吊桥。

## 画廊

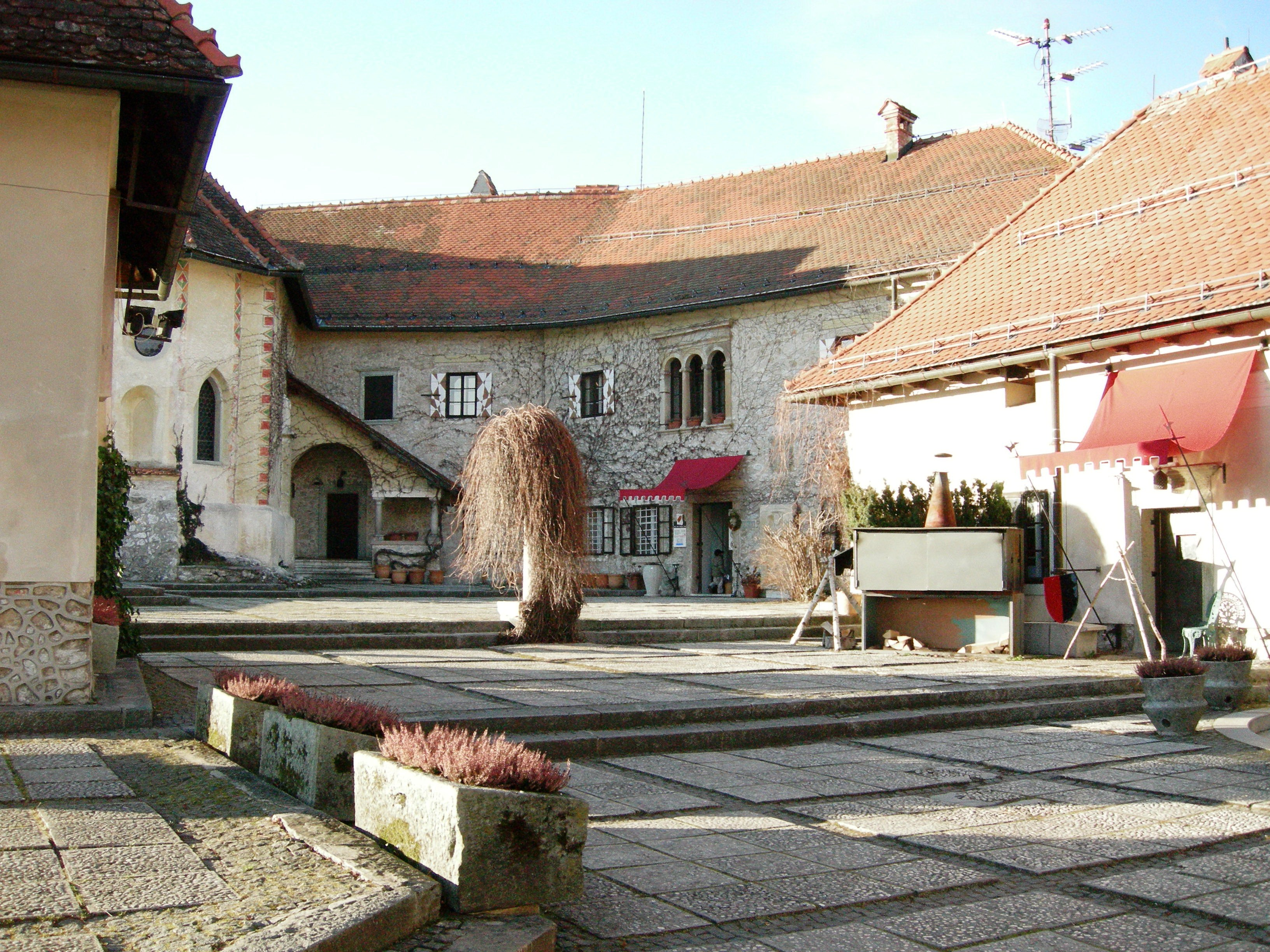
带居室的上层庭院和哥特式城堡教堂。
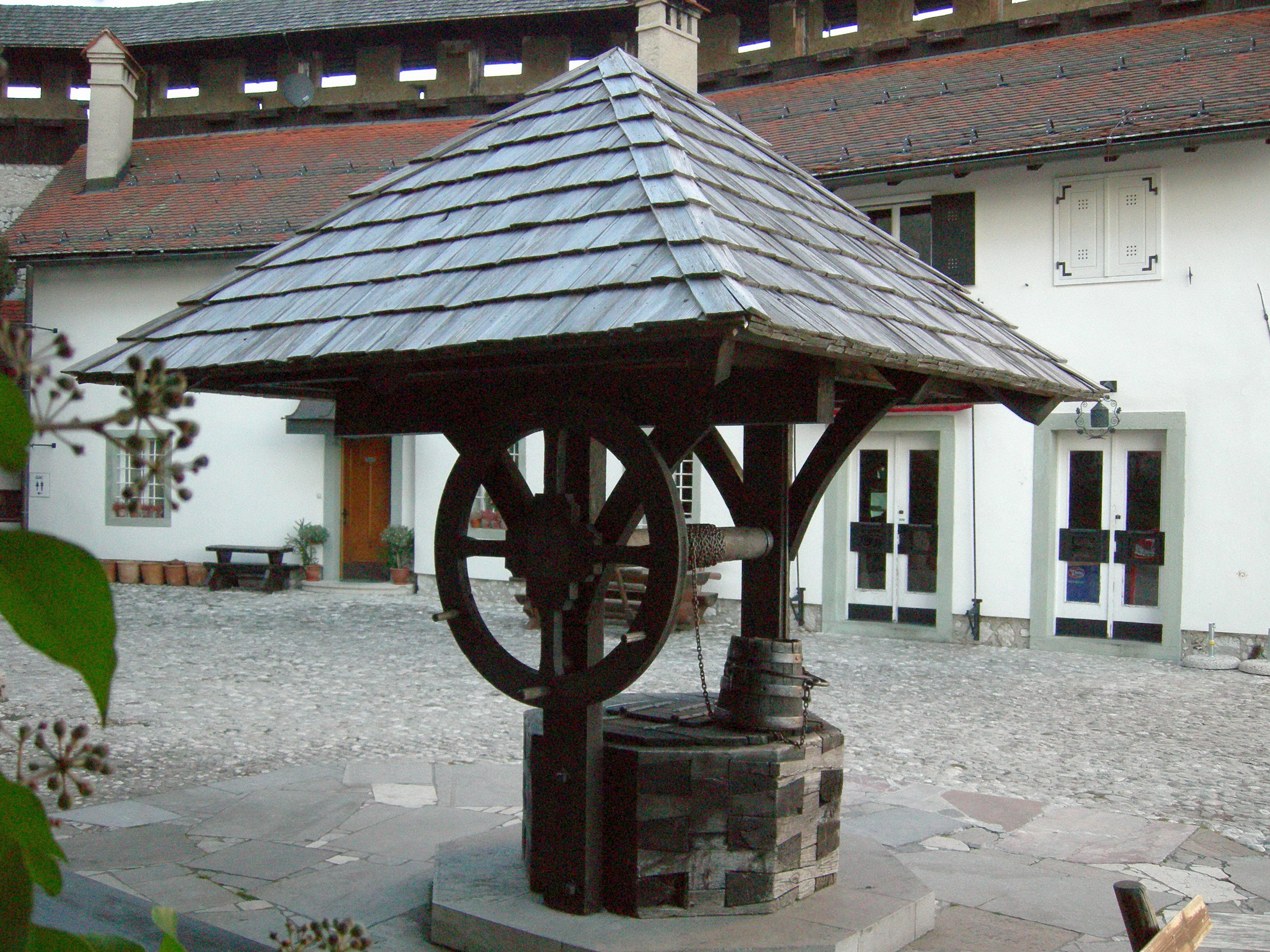
低的庭院与城堡外屋
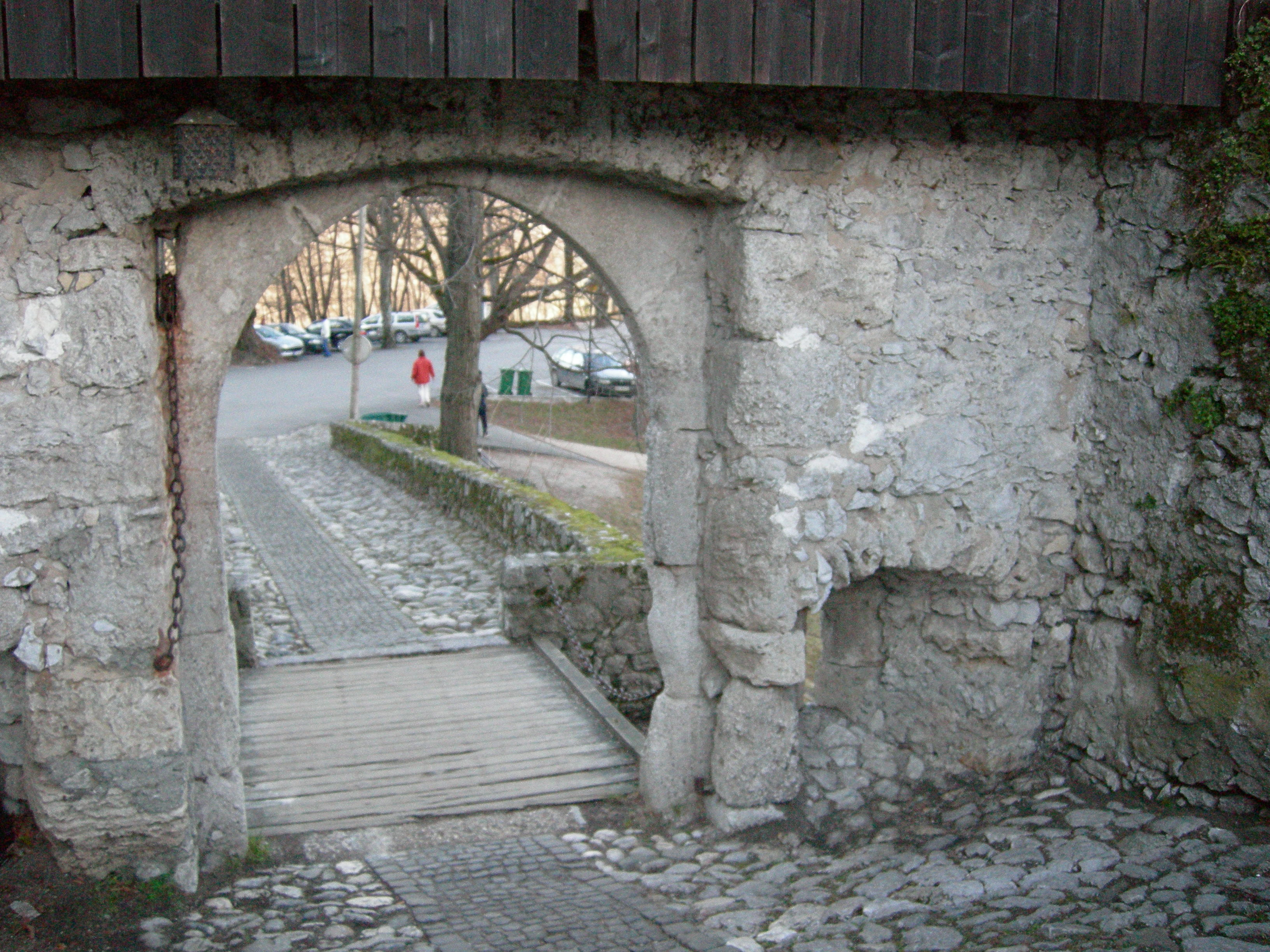
城堡入口
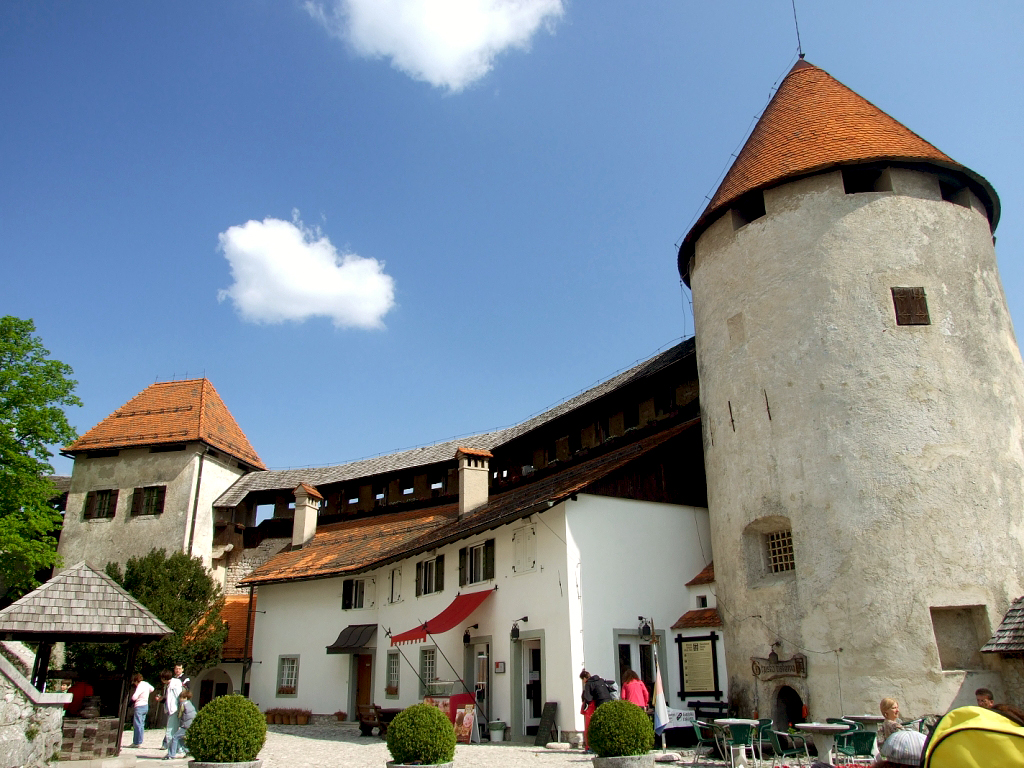
围绕下庭院的建筑
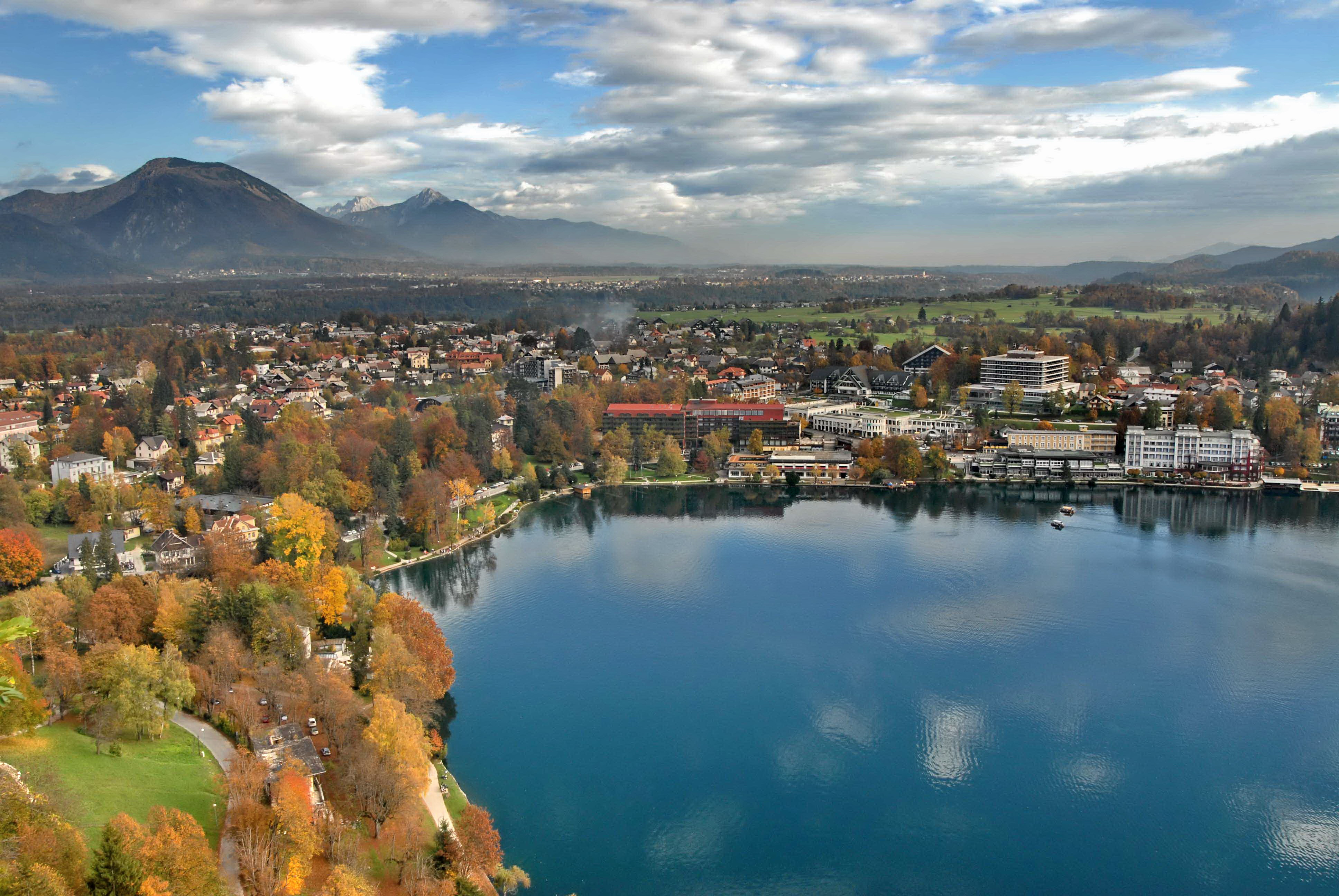
布莱德城堡上的风景
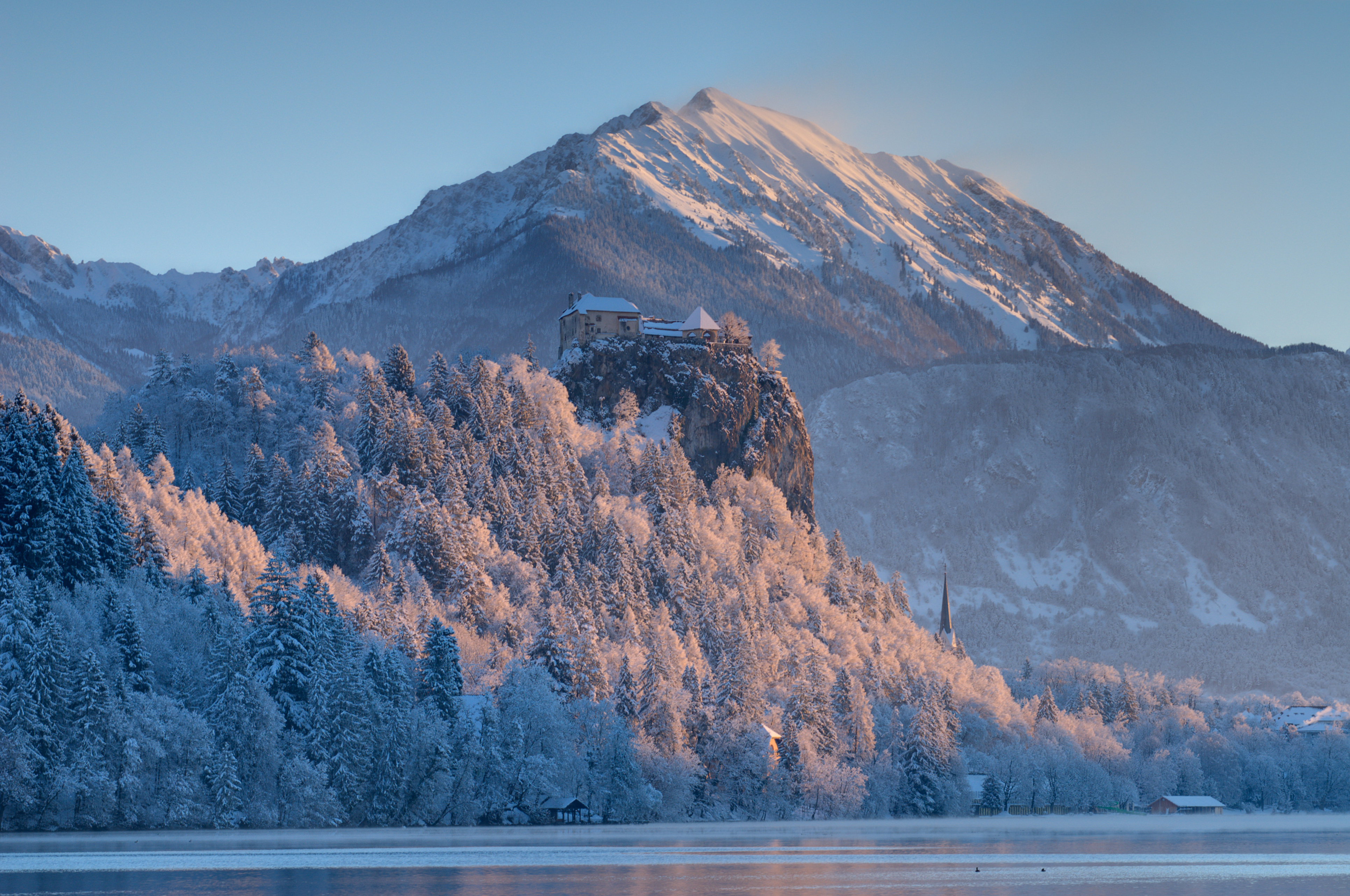
冬季的布莱德城堡
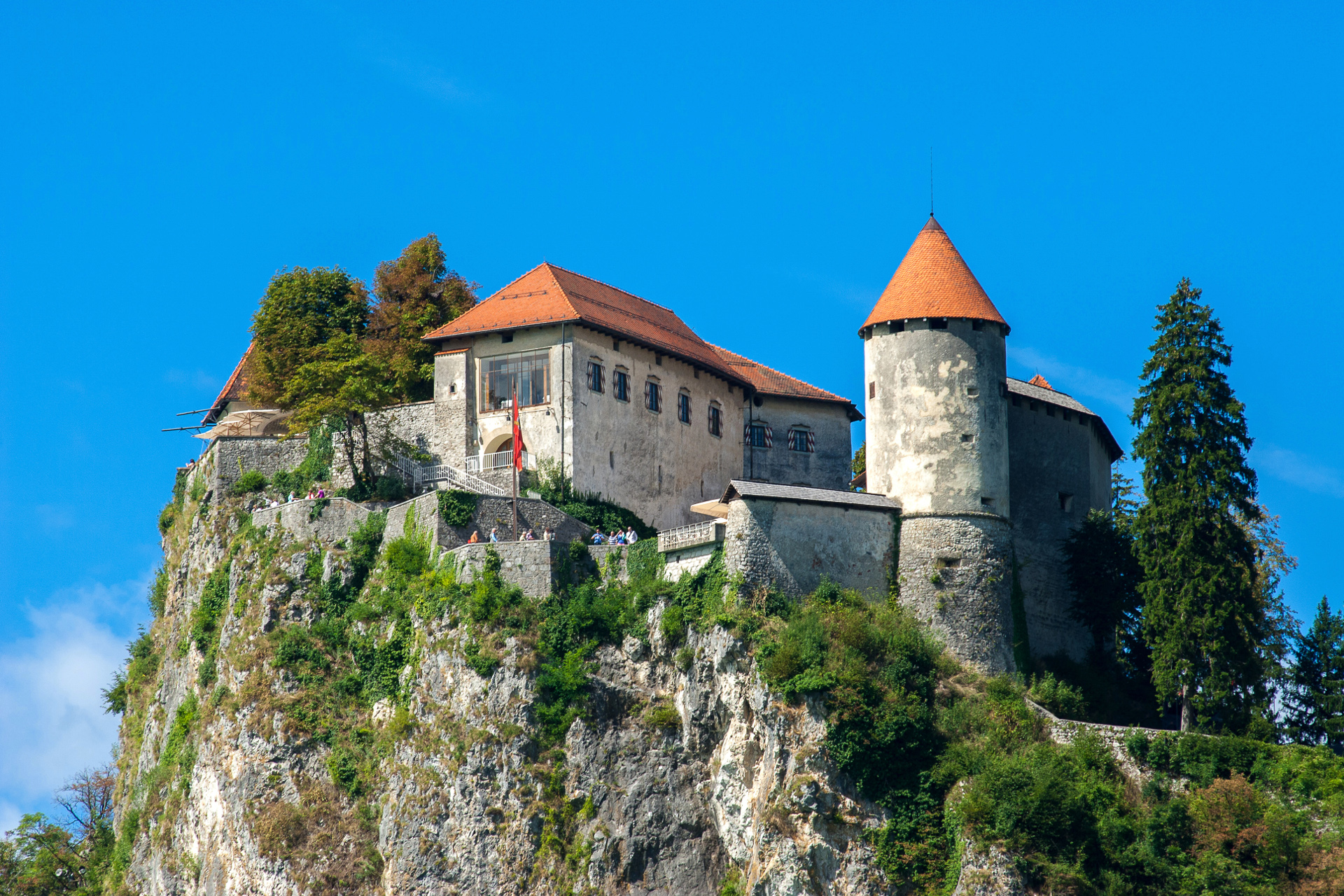
夏季末的布莱德城堡